# Mikuláš II. Opolský
Mikuláš II. Opolský (polsky Mikołaj II opolski; německy Nikolaus II. von Oppeln; † 27. června 1497 Nisa) byl v letech 1476–1497 kníže opolský a falkenberský. Pocházel z opolské větve Slezských Piastovců, která vymřela v roce 1532 smrtí svého staršího bratra Jana II. Opolského .

## Životopis
Jeho rodiče byli Mikuláš I. Opolský a Magdaléna dcera Ludvíka II. Lehnicko-Břežského. Po smrti svého otce v roce 1476 převzal Mikuláš II. Opolský Opolské knížectví společně svým starším bratrem Janem II. Opolským. Již v roce 1477 bratři získali oblast kolem města Prudník. Původně stejně jako jejich otec vzdali bratři hold uherskému králi Matyášovi Korvínovi, od které se později odvrátili z důvodu nespokojenosti s centralizací země a vypsanými daněmi. V Norimberku v roce 1487 na říšském sněmu požádal Mikuláš a jeho bratr císaře Friedricha III. Habsburského o podporu proti Matiášovi Korvínovi. Následně byly při návratu Mikuláš a jeho bratr zadrženi v Kozlí hejtmanem Horního Slezska a přívržencem uherského krále Janem Bělíkem z Kornic. Byli propuštěni až poté, co vzdali hold králi a zaplatili 30 000 zlatých. Mikuláš II. Opolský se později připojil k Dolnoslezské alianci namířené proti králi Matyášovi Korvínovi. Poté, co dolnoslezští knížata prohráli bitvu u Hlohova, Mikuláš a jeho bratr se v roce 1489 vzdali dalšího odporu proti králi a přijali jeho požadavek na zaplacení 15 000 zlatých a závazku tří hradů. Po smrti uherského krále v roce 1492 získal od Viléma II. Z Perštejna Hlivické knížectví. V roce 1497 získali s bratrem Tošecké knížectví. V roce 1497 se Mikuláš účastnil sněmu slezských knížat v Nise. Z obav o svou osobu na základě částečně smyšlených informací, že mu usiluje o život vrchní hejtman Slezska kníže Kazimír II. Těšínský, který na základě údajných listů ho měl za zrádce, jej nedopatřením napadl a poranil mečem. Ve zmatku kníže Mikuláš II. Opolský napadl rovněž biskupa Jana IV. Rotha, kterého také poranil. Z obav o svůj život se snažil uprchnout, téhož dne byl zadržen v Nise. Následný den bylo rozhodnuto slezskými knížaty o jeho popravě. Marná byla snaha Mikulaše II. se vykoupit a argumentace, že jim nepřísluší soudit knížete a toto pravomoc je věcí českého krále Vladislava Jagellonského. V posledních chvílích mu byl oporou kaplan a pomocný biskup Jindřich Sup z Fulštejna, který sepsal jeho poslední vůli. Byl popraven stětím hlavy. Zemřel bezdětný a je pohřben v Opolí.